# Holbæks slott

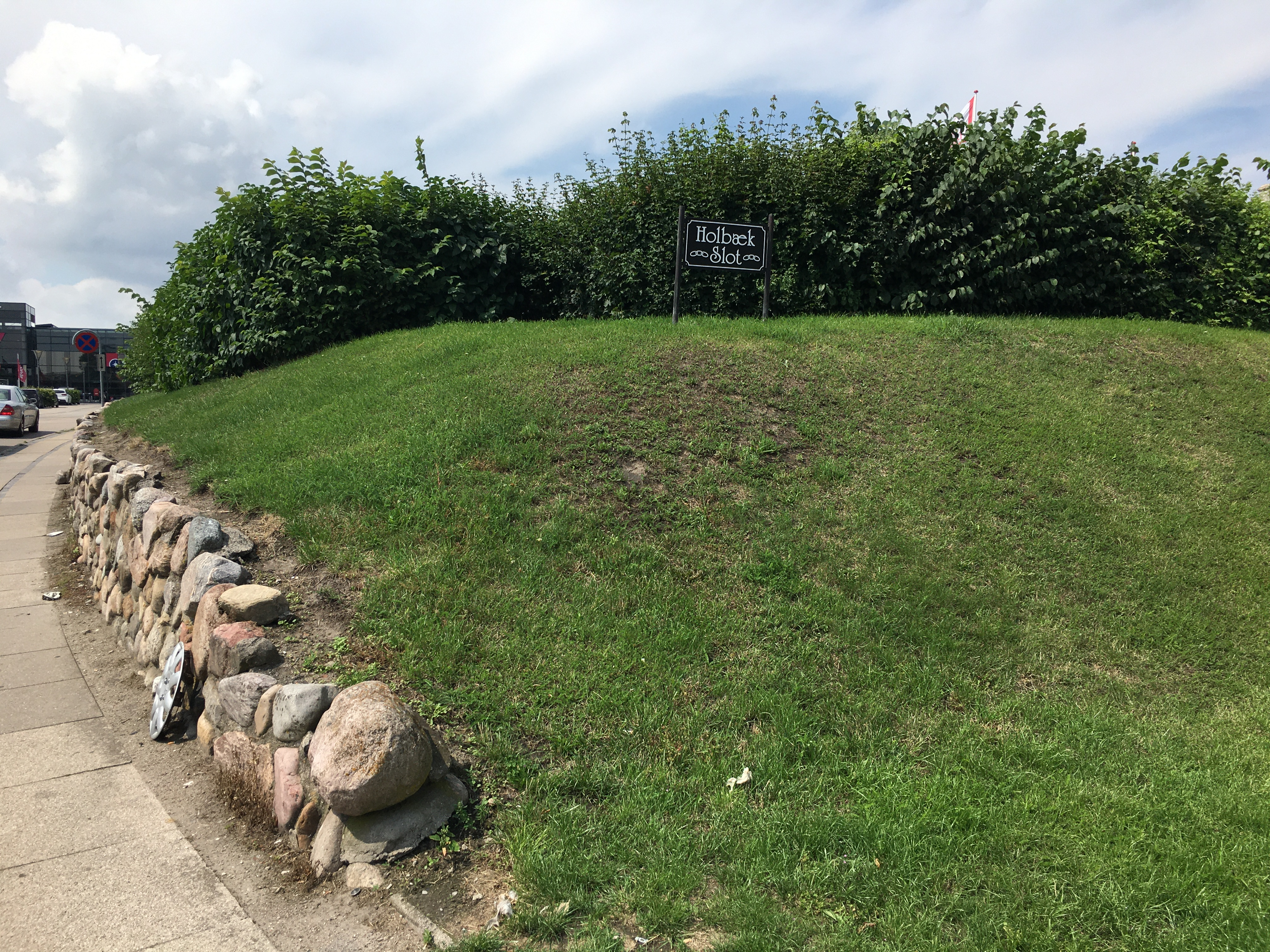
Resterna av Holbæk Slot

Holbæks slott (danska: Holbæk Slot) grundades i Holbæk på Själland år 1236 av Danmarks kung Valdemar Sejr. Ungefär 50 år senare fick staden köpstadsstatus. Bara slottsbanken och en del av vallgraven finns bevarad. Den östra vallgraven är 60 m lång i nord-sydlig riktning och den södra ca. 40 m i öst-västlig riktning. En mindre rest av själva slottet finns bevarad i källaren på en nyare byggnad, som uppfördes på platsen 1809.